# Пропадаючи від любові
Пропадаючи від любові (англ. Falling in Love Again) — американська романтична комедія 1980 року.

## Сюжет
Ностальгічні спогади минулого не дають Гаррі Люїсу спокою. Разом зі своєю сім'єю він відправляється в Бронкс, де провів щасливий час дитинства та юності. Тут він зустрічає свою першу любов, чарівну молоду жінку Сю Веллінгтон. Пробудження давно забутих почуттів, романтичні переживання молодості і спрага справжньої любові охоплюють Люїса. Але чи можна змінити свою долю?

## У ролях
- Елліотт Гулд — Гаррі Люїс
- Сюзанна Йорк — Сю Люїс
- Кей Баллард — місіс Люїс
- Стюарт Пол — «Pompadoure» (молодий Гаррі Люїс)
- Мішель Пфайфер — Сю Веллінгтон
- Роберт Гекмен — містер Люїс
- Кеті Толберт — Шеріл Герман
- Тодд Геплер — Алан Чайлдс
- Герберт Радлі — містер Веллінгтон
- Меріен МакКарго — місіс Веллінгтон